# Панкратов Борис Олегович
Панкратов Борис Олегович (біл. Барыс Алегавіч Панкратаў, нар. 30 грудня 1982 року, Могильов, Білорусь) — білоруський футболіст, воротар футбольної команди «Білшина».

## Життєпис
Є вихованцем могильовської школи футболу. У 1999 році потрапив у другу команду клубу «Дніпро». Звідти перейшов у шкловський «Спартак». Через чотири роки перейшов в борисовський «БАТЕ». Там він був запасним воротарем, підміняючи Олександра Федоровича. Виграв два чемпіонати Білорусі та один Кубок Білорусі. У міжсезоння 2008 року перейшов в інший клуб - «Динамо» з міста Мінськ. Спочатку був основним воротарем, але з відходом напутника Кріушенко сів на лавку, поступившись Андрію Горбунову. В 2010 році уклав угоду зі своє першою командою - «Дніпро», де був основним воротарем. Після вильоту «Дніпра» з Вищої ліги перейшов в команду «Німан» з міста Гродно. Там за основну команду майже не грав. На початку 2013 року повернувся в «Дніпро».З 2015 року грає за бобруйську «Білшину».

## Титули і досягнення
- Чемпіон Білорусі (2):

БАТЕ: 2006, 2007
- Володар Кубка Білорусі (1):

БАТЕ: 2005-06